# Pilaster
Een pilaster, muurpijler, halfpijler of wandpijler is een rechthoekige muurverzwaring die minder dan zijn breedte voor de gevel uitsteekt. Een pilaster heeft geen dragende functie en is dus decoratief. In veel gevallen als verwijzing naar de zuilenordes uit klassieke oudheid. De pilaster werd door architect Filippo Brunelleschi geïntroduceerd in de architectuur van de Italiaanse renaissance. Onder andere in de Pazzi-kapel in Florence. De pilaster draagt binnen de renaissance de kenmerken van de klassieke zuilen en heeft in die hoedanigheid een kapiteel, cannelures in de schacht en een basement.

## Toelichting

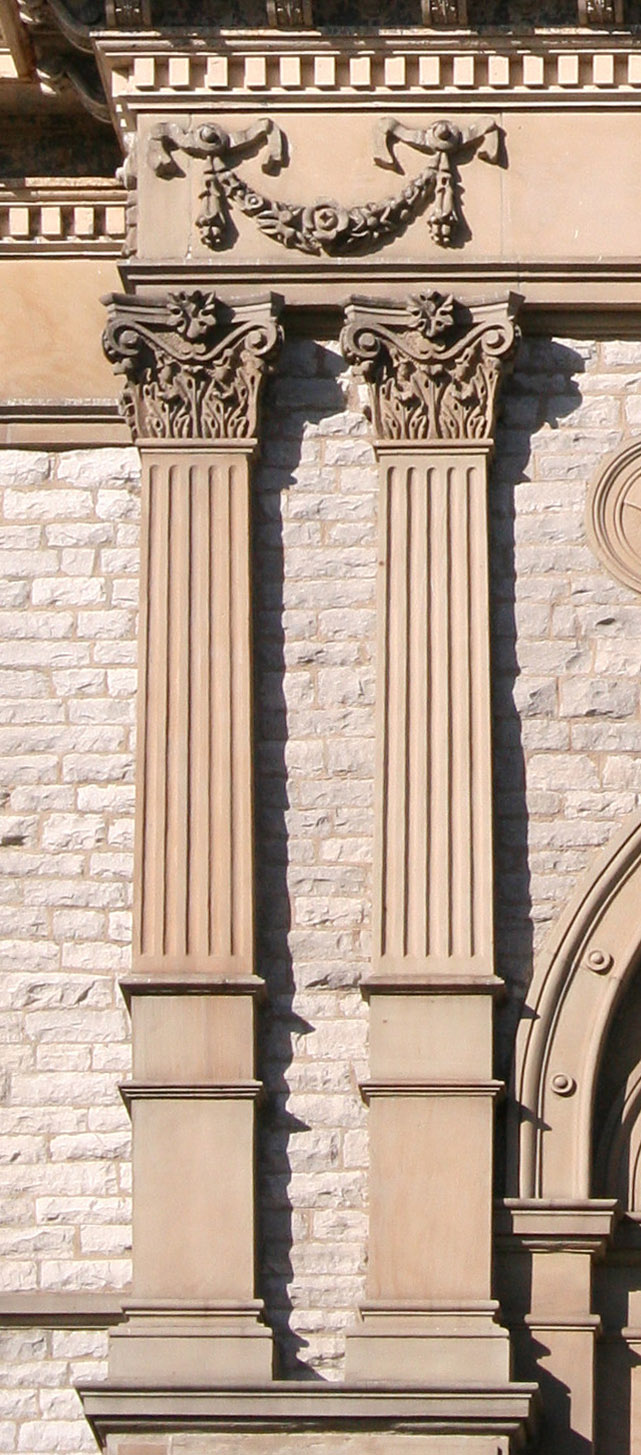
Pilasters bij het county courthouse in Sidney (Ohio).

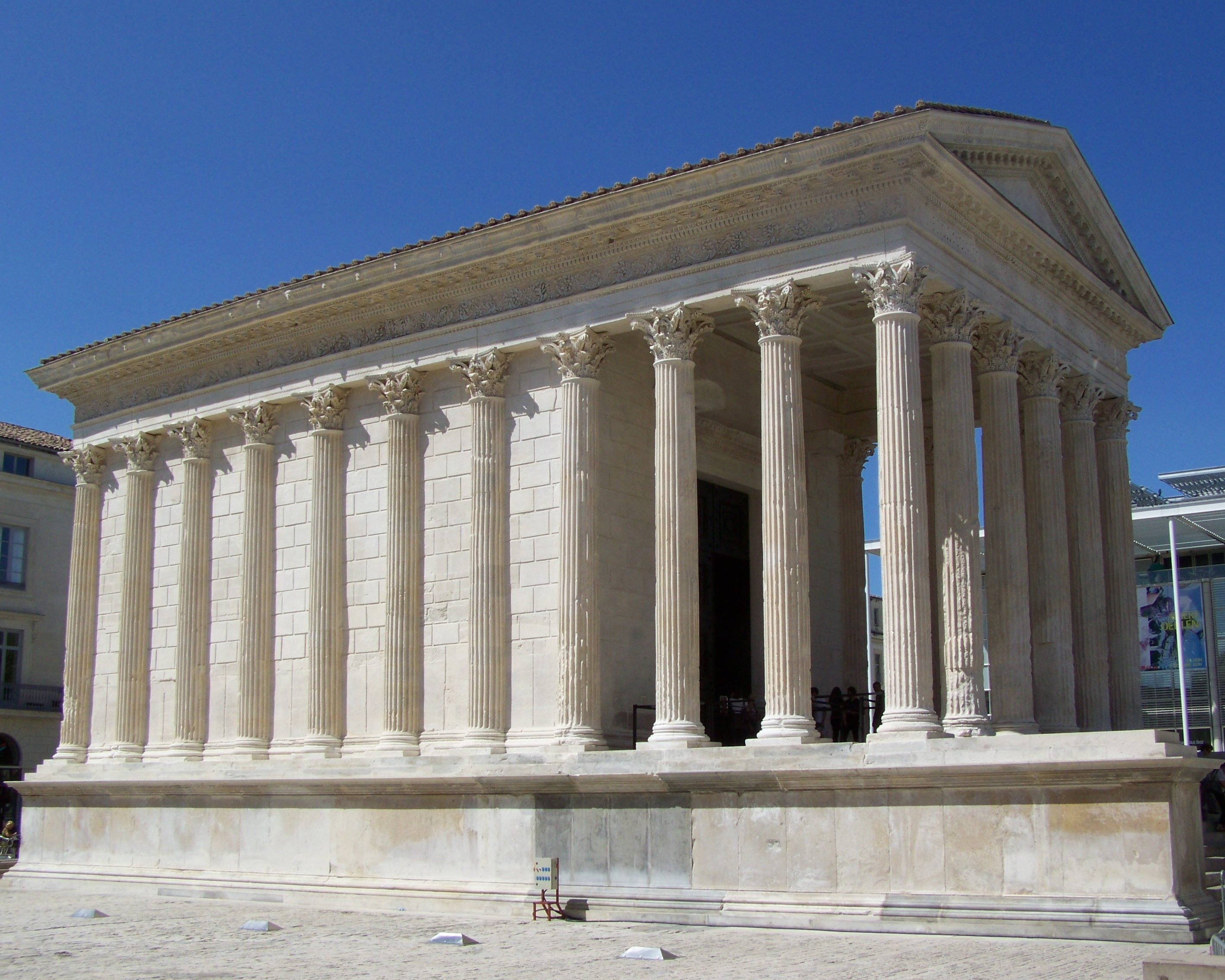
Het Maison Carrée, Nîmes met links halfzuilen en rechts zuilen

Een halfzuil is letterlijk een halve zuil en dus een ronde variant van de pilaster. Beide begrippen worden vaak door elkaar gebruikt, maar een pilaster heeft rechte hoeken en is platter dan de halfzuil.
Pilasters worden vanaf de Italiaanse renaissance veelvuldig toegepast in de architectuur, voornamelijk in de classicistische architectuur zoals het Hollands classicisme en het neoclassicisme.
Steekt een muurverzwaring meer dan zijn breedte voor een muur uit, dan spreken we van een steunbeer. Als de voorsprong gering is en basement en kapiteel ontbreken, dan spreken we van een liseen. Zoals de naam al suggereert kan de steunbeer wel een dragende functie hebben.  Een overhoekse pilaster is een pilaster waarvan de vlakken een hoek van 45 graden met het muurvlak maken.